# صغاده
صغاده، روستایی در دهستان خفر بخش مرکزی شهرستان خفر در استان فارس ایران است.

## جمعیت
بر پایه سرشماری عمومی نفوس و مسکن در سال ۱۳۹۵، جمعیت این روستا برابر با ۸۶۷ نفر (۲۸۲ خانوار) بوده است.